# Davis Grubb
Davis Grubb (Moundsville, 23 luglio 1919 – New York, 24 luglio 1980) è stato uno scrittore statunitense.
Il suo bestseller è il romanzo The Night of the Hunter, primo libro da lui scritto nel 1953.
Due anni più tardi il regista inglese Charles Laughton ne trasse il celebre film La morte corre sul fiume.

## Biografia
Grubb cercò di unire la sua creatività come pittore con la scrittura e frequentò l'Università Carnegie Mellon. 
Il suo daltonismo fu per la sua attività di pittore un ostacolo insuperabile, per cui smise di dipingere e si dedicò ai romanzi. In ogni caso, nel corso della sua carriera, egli produsse numerosi schizzi e disegni, alcuni dei quali furono inseriti nei suoi libri.
Nel 1940, Grubb si trasferì a New York City, ove lavorò per la radio NBC come scrittore, usando il suo tempo libero per scrivere brevi novelle. Nella metà degli anni quaranta ebbe successo scrivendo novelle per le riviste più note e nei primi anni cinquanta iniziò a scrivere romanzi. Influenzato dalle difficoltà economiche dovute alla grande depressione americana, che sua madre aveva visto di persona come operatrice sociale, Grubb scrisse racconti tristi che mescolavano le difficoltà di bambini e adulti poveri con quelle del male inflitto da altre persone. The Night of the Hunter divenne subito un bestseller e andò in finale per il National Book Award del 1955. Nello stesso anno dal libro venne tratto il film La morte corre sul fiume, che è oggi considerato un classico del genere. Ritenuto "culturalmente significativo" dalla Biblioteca del Congresso, il film fu scelto per la conservazione nel Registro Nazionale dei film degli Stati Uniti.
Grubb continuò a scrivere altri romanzi e numerose collane di novelle. Il suo romanzo del 1969, Fools' Parade fu portato sullo schermo da Andrew V. McLaglen con lo stesso titolo (noto in Italia come L'uomo dinamite), protagonista James Stewart.
Alcune novelle di Grubb furono adattate per la televisione da Alfred Hitchcock e da Rod Serling per le loro serie Night Gallery.
Grubb morì in New York City nel 1980. Il suo romanzo Ancient Lights fu pubblicato postumo nel 1982 e St. Martins Press pubblicò 18 delle sue novelle in un libro di raccolta intitolato You Never Believe Me and Other Stories (Tu non crederai in me e altre storie).

## Opere

### Romanzi
- La morte corre sul fiume, stampato anche come Il terrore corre sul fiume e La notte del cacciatore (The Night of the Hunter) - 1953
- A Dream of Kings  (1955)
- The Watchman  (1961)
- Le voci di Glory (The Voices of Glory)  - 1962
- A Tree Full of Stars  (1965)
- Shadow of My Brother  (1966)
- The Golden Sickle  (1968)
- Fools' Parade  (1969)
- The Barefoot Man  (1971)
- Ancient Lights  (1982)

### Raccolte di racconti
- Twelve Tales of Suspense and the Supernatural (1964)
- The Siege of 318: Thirteen Mystical Stories  (1978)
- You Never Believe Me and Other Stories  (1989)